# Тачат
Тачат (арм. Տաճատ; греч. Τατζάτης) он же Тазат ал-Армани ал-Батрик (ум. 785 близ Дербента) — византийский военачальник армянского происхождения, исполнявший обязанности стратига фемы Букеларии и имевший титул патрикия. В этом качестве участвовал в болгаро- и арабо-византийских войнах. После назначения Ириной евнуха Ставракия на пост главнокомандующего армией перешёл на сторону Аббасидского халифата и получил должность ишхана Армении. Во главе армянской конницы выступил против хазар у Дербента, возле которого и погиб.

## Биография
Согласно армянскому историку Гевонду, Тачат родился в знатной армянской семье Андзеваци. Его отцом был Григор Андзеваци, который бежал из завоёванной арабами Армении из-за притеснений коренного населения со стороны последних. Династия имеет мидийское или кордуенское происхождение. По предположению группы немецких историков, авторов «Prosopographie der mittelbyzantinischen Zeit», если военачальник начал свою службу во время правления императора Византии Константина V (741—775) сразу по прибытии в земли империи, то он попал сюда в 750-х годах. Около 760 года Тачат, по словам Гевонда, отличился в борьбе с болгарами. Как минимум при следующем императоре, Льве IV (775—780), а возможно и раньше, он занимал пост стратига фемы Букеларии. В 778 году Тачат и ряд других полководцев направились в Германикею в Сирию, где разбили арабскую армию. Перед этим византийцы захватили сам город и разграбили его, уведя в плен значительное количество христиан. Командовал наступлением военачальник Михаил Лаханодракон.
В июне 781 года, когда основные аббасидские силы собрались в эль-Хадате под общим командованием Абд аль-Кабира, внучатого племянника праведного халифа Умара ибн аль-Хаттаба и снова начали подготовку к ежегодному рейду, византийская императрица Ирина (797—802, регент при сыне Константине с 780 по 790) собрала армии со всех фем Малой Азии и передала их под командование своего сакеллария, евнуха Иоанна. Мусульмане перешли границу с византийской Каппадокией через перевал эль-Хадат, но у Кесарии их встретили византийцы, которых вновь вёл Лаханодракон, но на сей раз Тачат уже участвовал в сражении как его заместитель. Последовал бой, в котором греки нанесли арабам тяжёлое поражение и заставили Абд аль-Кабира отступить, отказаться от набега и вернуться обратно в земли халифата. По сообщениям вардапета Гевонда, примерно в это время под руководством Тачата оказалась огромная (до 60 тысяч человек) армия. Эту цифру подтверждает и ат-Табари.
Уже на тот момент, сразу после того, как императрицей провозгласили регента и мать императора Константина VI Ирину, Тачат вступил в резкую оппозицию с влиятельным евнухом, сакелларием Ставракием. Евнухи в целом пользовались высоким доверием со стороны императрицы, что вызывало недовольство в рядах военной аристократии империи. В 782 году произошло крупное вторжение армии Аббасидов, которым командовал лично будущий халиф Харун ар-Рашид. Византийский хронист Феофан Исповедник рассказывал, что именно из-за назначения евнуха Ставракия на высокую должность Тачат перешёл на сторону противника. Армянский историк Гевонд же писал, что причиной измены стала личная неприязнь и пренебрежение со стороны императрицы к Тачату. Эта измена стала решающим ударом для византийцев, которым к тому моменту почти удалось окружить армию Аббасидов. По предложению Гевонда, Харун запросил о переговорах, но когда прибыли послы, в том числе Ставракий, их схватили и удерживали в заложниках. На тот момент Тачат и его люди уже открыто перешли на сторону халифата. Ставракий и прочие были освобождены только после того, как Ирина приняла суровые условия мира от халифа о заключении перемирия на три года с условием ежегодной выплаты, по данным арабского историка ат-Табари, 70 или 90 тысяч золотых динаров и 10 тысяч шёлковых одежд.
После этого Тачат вернулся на родину, где благодарный халиф назначил его ишханом Армении. Спарапетом при нём стал Баграт Багратуни. Это назначение привело к обострению конфликтов между христианскими и мусульманскими правителями региона. Эмир Арминии Усман ибн Умара ибн Хурайм отправил халифу письмо, в котором утверждал, что он и его люди, включая армянских властителей, не могут доверять человеку, который уже был замечен в предательстве. По предположению историка Арама Тер-Гевондяна, он имел в виду представителей династии Багратидов, которые, вероятно, были недовольны этим назначением. Тачат пытался направить посла к аль-Махди, однако их перехватывали люди Усмана. Когда через год людям Тачата всё же удалось прорваться к халифу, тот заставил Усмана признать власть Тачата.
В ноябре 785 году Тачат, Баграт и другие князья выступили во главе армянской кавалерии против хазар близ Дербента. В период невыносимого зноя они воевали на равнине Керран. По предположению Тер-Гевондяна, это Усман заставил их выступить таким образом. Здесь же Тачат, среди ряда других князей, и умер от жары, из-за чего аль-Махди лишил Усмана власти.

### На русском языке
- Новосельцев А. П. Хазарское государство и его роль в истории Восточной Европы и Кавказа. — М.: Наука, 1990. — 261 с. — ISBN 50-200-9552-4. — ISBN 978-5-020-09552-6.
- Тер-Гевондян А. Н. Армения и Арабский халифат / отв. ред. д. и. н., академик Б. Н. Аракелян. — Ереван: Изд-во АН АрмССР, 1977. — 326 с.
- Шагинян А. К. Армения и Арминийа в составе Аббасидского халифата во второй половине VIII и в начале IX века // Вестник Санкт-Петербургского университета. История. — СПб.: Издательство СПбГУ, 2008. — Вып. 3. — С. 75—91. — ISSN 1812-9323.

### На других языках
Книги
- Brooks E. W[англ.]. V. (A) The Struggle with the Saracens (717–867) // Cambridge Medieval History (англ.) / planned by J.B. Bury ; edited by J.R. Tanner[англ.], C.W. Previté-Orton[англ.], Z.N. Brooke[англ.]. — Cambridge: Cambridge University Press, 1923. — Vol. IV: Eastern Roman Empire, 717—1453. — P. 119—138. — XXXVI, 993 p.
- Garland Lynda[англ.]. Byzantine Empresses : Women and Power in Byzantium, AD 527–1204 (англ.). — 1st ed. — London—New York: Routledge, 1999. — 343 p. — ISBN 0-415-14688-7. — ISBN 978-0-415-14688-3. — doi:10.4324/9780203024812.
- Hewsen Robert H. «Van in This World; Paradise in the Next». The Historical Geography of Van/Vaspurakan // Armenian Van/Vaspurakan (англ.) / ed. by Richard G. Hovannisian. — Costa Mesa: Mazda Publishers, 2000. — P. 13—43. — XI, 308 p. — (UCLA Armenian history and culture series, Historic Armenian cities and provinces; vol. 1). — ISBN 15-6-859-130-6. — ISBN 978-1-568-59130-8.
- Lilie Ralph-Johannes[нем.]. Byzanz unter Eirene und Konstantin VI (780–802) (нем.). — Frankfurt am Main—New York: Peter Lang, 1996. — XXVI, 435 S. — (Berliner byzantinistische Studien, bd. 2). — ISBN 36-313-0582-6. — ISBN 978-3-631-30582-9.
- Treadgold Warren T. The Byzantine Revival, 780–842 (англ.) / American Council of Learned Societies. — Stanford, CA: Stanford University Press, 1988. — XV, 504 p. — (ACLS Humanities E-Book). — ISBN 0-804-71462-2. — ISBN 978-0-804-71462-4.
- Treadgold Warren T. A History of the Byzantine State and Society (англ.) / American Council of Learned Societies. — Stanford: Stanford University Press, 1997. — XXIV, 1019 p. — (History e-book project). — ISBN 978-0-804-72630-6.

Статьи
- Тачат Андзеваци (арм.) = ՏԱՃԱՏ ԱՆՋԵՎԱՏհ // Армянская советская энциклопедия = Հայկական սովետական հանրագիտարան  / Гл. ред. В. А. Амбарцумян. — Ереван: Изд-во АН АрмССР, 1984. — Հ. 11. — Էջ 554.
- Lilie, Ralph-Johannes; Ludwig, Claudia; Pratsch, Thomas; Zielke, Beate; Brandes, Wolfram; Martindale, J. R.; Bichlmeier, Harald (2013). Tatzates (#7241). Prosopographie der mittelbyzantinischen Zeit Online. Berlin-Brandenburgische Akademie der Wissenschaften. Nach Vorarbeiten F. Winkelmanns erstellt (нем.). Berlin und Boston: De Gruyter. pp. 320–321. (нем.)
- Kazhdan, Alexander, ed. (1991). The Oxford Dictionary of Byzantium. Oxford University Press: Oxford and New York. ISBN 0-19-504652-8.
- Toumanoff Cyril. Introduction to Christian Caucasian History II : Status and Dynasties of the Formative Period (англ.) // Traditio. — Cambridge: Cambridge University Press, 1961. — Vol. 17. — P. 1—106. — ISSN 0362-1529. — doi:10.1017/S0362152900008473. — JSTOR 27830424.
- Tritle Lawrence A. Tatzates’ Flight and the Byzantine—Arab Peace Treaty of 782 (англ.) // Byzantion : academic journal. — Brussels: Peeters Publishers, 1977. — Vol. 47. — P. 279—300. — ISSN 2294-6209. — JSTOR 44170513.